# Nytt och gammalt
Nytt och gammalt är en diktsamling av Gustaf Fröding som gavs ut på Bonniers förlag 1897.